# 密爾沃基藝術設計學院
密爾沃基藝術設計學院（Milwaukee Institute of Art & Design，縮寫：MIAD）是位於美國威斯康星州密爾沃基的一所私立藝術學院，成立於1974年。它是一個相當小的學院，只有大約600名學生，學校面積2英畝（0.81公頃）。2015年《美國新聞與世界報道》未將其列入排名。